# Папа, сдохни
«Па́па, сдохни» — российский фильм режиссёра Кирилла Соколова, снятый в жанре чёрной комедии.
Премьерный показ фильма состоялся 13 августа 2018 года в рамках XXVI национального фестиваля «Окно в Европу», где он занял первое место в голосовании кинокритиков и выиграл главный приз фестиваля в конкурсе игрового кино.
Выход в прокат состоялся 4 апреля 2019 года.

## Сюжет
Ольга Леховская, дочь полицейского Андрея Геннадьевича, просит своего бойфренда Матвея убить отца, который по её словам изнасиловал её в раннем детстве.
Матвей отправляется на квартиру родителей Ольги, намереваясь выполнить задание, для чего берет с собой молоток. Представившись Андрею парнем его дочери, он проходит в квартиру, где к своему удивлению обнаруживает также и маму Ольги, Наталью. Не решившись напасть на Андрея в присутствии жены, Матвей прячет молоток за пояс и присаживается к столу, но молоток выпадает из-за пояса, и обстановка резко накаляется. Матвей пытается сбежать, но ему не удаётся, так как опер выходит из кухни с ружьём в руках. В итоге опер стреляет, но промахивается по увернувшемуся Матвею и попадает в диван, из которого вылетает огромное количество денег. Начинается драка, в ходе которой Андрей одерживает верх и приковывает Матвея наручниками к трубе в ванной.
Очнувшись, Матвей пытается взломать замок на наручниках, но его за этим застаёт Андрей. Опер начинает допрашивать парня, пытаясь выяснить, кто он такой и кто его прислал. Когда кулаков оказывается недостаточно, Андрей берёт дрель и начинает сверлить ногу Матвея. В итоге он всё-таки выясняет его мотивы. Андрей впадает в ступор и выходит из ванной собирать деньги. Матвей же тем временем всё-таки высвобождается из наручников, сломав себе руку, выходит в коридор и, схватив ружьё, требует, чтобы Андрей позвонил Ольге. По телефону та говорит, что никакого парня у неё нет. Матвей, осознав, что его использовали, опускает ружьё, чем пользуется Андрей и душит молодого человека. В этот момент в квартиру прибывает вызванный друг и коллега Андрея — Евгенич.
Действие переносится на несколько недель назад. Евгенич и Андрей расследуют место преступления, где парень-мажор совершил зверское убийство стриптизёрши, расчленив её ножом для бумаги. Евгенич, которому очень нужны деньги на лечение своей жены, предлагает Андрею шантажировать родителей мажора, на что тот соглашается. Шантаж проходит успешно, мажора отпускают, и Андрей забирает деньги. Однако Евгеничу он говорит, что денег богатеи не принесли. Евгенич приходит в ярость и, подкараулив мажора, избивает его до смерти.
Действие возвращается в настоящее время, где Евгенич и Андрей думают, что делать дальше. Андрей говорит другу, что он никогда и не подумал бы насиловать свою дочь, но у него возникают подозрения, что Матвей всё-таки говорит правду, и решает вызвать Ольгу. Внезапно Матвей приходит в себя после клинической смерти (в школьные годы у него уже останавливалось сердце на 12 минут). Матвей рассказывает о деньгах из дивана. Евгенич понимает, что это те самые деньги, которые украл Андрей, и обвиняет его в смерти своей жены, которая не пережила свою болезнь. Полицейские направляют друг на друга оружие, и в этот момент в квартиру приходит Ольга. Евгенич стреляет Андрею в плечо, на что в ответ получает заряд дроби в живот.
Действие опять переносится назад, когда Ольга работала на двух работах — актрисой в театре и официанткой. За очередное опоздание её увольняют со второй, и она приходит к отцу попросить денег, но Андрей ей отказывает. Уходя, Ольга замечает у отца сумку с огромными деньгами.
В настоящем времени Ольга признаётся в том, что всё выдумала, и действительно подговорила Матвея убить отца, чтобы получить деньги. Мать Ольги в шоке от услышанного удаляется в заднюю комнату, а Андрей, обвиняя дочь в том что ему пришлось убить своего единственного друга, бросает ей несколько пачек купюр и говорит, что ему в любом случае придётся убить Матвея, на что Ольга без раздумий соглашается и удаляется в заднюю комнату, где обнаруживает повесившуюся мать. Андрей, не показывая особого сочувствия, помогает её снять, и в этот момент в дверь кто-то звонит. Опер хватает Матвея, а Ольга, всадив парню нож в живот, выходит проверить, кто пришёл. Там она встречает двух полицейских, которые пришли из-за жалоб на шум. Они просят у Ольги паспорт, и увидев там фамилию своего начальника, решают не вмешиваться, несмотря на пятна крови на документе.
Сразу после этого Андрей со спокойной душой начинает обставлять всё произошедшее как бытовое преступление, совсем не переживая по поводу смерти двух, казалось бы, близких ему людей. Испытывая отвращение к своему отцу, Ольга заряжает ружьё и стреляет ему в спину. Она забирает деньги, и уже собирается с ними уходить, но умирающий Андрей стреляет ей в шею из табельного пистолета.
Окровавленный, израненный, хромой, но каким-то чудом живой Матвей окидывает взглядом жуткую картину и покидает заполненную трупами квартиру, оставив сумку с деньгами на своём месте.

## В ролях
- Виталий Хаев — Андрей Геннадьевич
- Александр Кузнецов — Матвей
- Евгения Крегжде — Оля
- Михаил Горевой — Евгенич
- Елена Шевченко — Наташа, мама Оли

## Критика
Фильм получил высокие оценки как отечественных критиков, так и международных. Положительные рецензии вышли в таких изданиях, как Hollywood Reporter, Variety, NPR. На агрегаторе рецензий Rotten Tomatoes на февраль 2021 года рейтинг фильма составлял 97 % свежести.

С помощью ярких цветов, подвижной камеры и резких монтажных переходов Соколов создает атмосферу безумия, доводя дикость происходящего до сумасшедшего уровня. Его герои продолжают бороться, несмотря на травмы головы и ранения живота. Уровень кровопролития растет, но общий эффект больше напоминает комедию, нежели пыточное порно. И несмотря на то, что в этой вселенной плохие вещи происходят с хорошими людьми, в ней все же есть намек на справедливость, поскольку самые корыстные герои получают по заслугам.
— The Hollywood Reporter

Фильм достигает бешеной динамики и не дает заскучать в те моменты, когда людей в кадре швыряют как тряпичных кукол. А это происходит всякий раз, когда гнев берет верх над разумом (то есть все время).
— The Film Stage

Считается, что все российские фильмы неторопливые, серые и затянутые. Но есть примеры, говорящие об обратном, и лучший аргумент против этого стереотипа — полнометражный дебют Кирилла Соколова, очень забавный, кровавый и безбашенный «Папа, сдохни». Соколов рассказывает историю, полную безумия, с помощью резких движений камеры и острого юмора. Кроме того, он не против экспериментов с повествованием. Действие переносится назад во времени и раскрывает прошлое персонажей, тем самым дополняя настоящее.
— Film School Rejects

Соблюсти баланс между юмором, насилием и трагизмом непросто, но Соколов — первоклассный постановщик, который меняет курс каждый раз, когда одна из деталей начинает превалировать над другими.
— Starburst

Возможно, мир не знал, что ему нужен фильм Гая Ричи, снятый в России. Но это он и есть. «Папа, сдохни» — мрачная и очень смешная история о лжи, предательстве, ссорах, перестрелках и пытках. И раз Гай Ричи не выучил русский, чтобы снять нечто подобное, режиссёр и сценарист Кирилл Соколов дает ему подсказки в своем жестоком фильме, показывающем насилие и беспредел в матушке-России.
— Movie Nation

## Награды
- 2018 — Фестиваль Российского кино «Окно в Европу» в Выборге, конкурс "ИГРОВОЕ КИНО. «ОСЕННИЕ ПРЕМЬЕРЫ» — главный приз конкурса[3]
- 2019 — Cinepocalypse Genre Film Festival в Чикаго, победитель в номинации Audience Choice Award[4]
- 2019 — Fantaspoa Film Festival в Порту-Алегри, победитель в номинации «Лучший режиссёр»
- 2019 — Fantasia в Монреале — New Flesh Award for Best Feature Film, Audience Award[5]
- 2019 — MotelX Lisbon film fest, Best European Horror Feature / Méliès d’Argent.
- 2019 — Tohorror FF, Special Jury Award
- 2019 — MACABRO Film Festival, победитель в номинации «Лучший режиссёр»[6]
- 2019 — Grimmfest, победитель в номинациях «Лучший фильм», «Лучший режиссёр», «Лучшие эффекты»

### Сноски
1. ↑  Киноафиша: Папа, сдохни! Дата обращения: 21 декабря 2018. Архивировано 21 декабря 2018 года.
2. ↑  Why Don't You Just Die! Rotten Tomatoes. Дата обращения: 9 февраля 2021. Архивировано 17 декабря 2020 года.
3. ↑  Названы победители кинофестиваля "Окно в Европу". РИА Новости. 16 августа 2018. Дата обращения: 1 мая 2020.
4. ↑  «Cinepocalypse Genre Film Festival Winners»
5. ↑  Tom Grater. Why Don’t You Just Die!’: Watch Clip For Fantasia Award-Winning Russian Gorefest (англ.). Deadline (16 апреля 2020). Дата обращения: 11 мая 2022. Архивировано 31 января 2023 года.
6. ↑  Lista de ganadores #MacabroXVIII (1 сентября 2019). Дата обращения: 1 мая 2020. Архивировано 11 августа 2020 года.